# Харолд Лаури
Харолд Лаури (на английски: Harold Lowry) е американски писател на бестселъри в жанра исторически любовен роман и романтичен уестърн. Пише под псевдонима Лей Грийнууд (на английски: Leigh Greenwood).

## Биография и творчество
Харолд Лаури е роден на 16 септември 1941 г. в Шарлът, Северна Каролина, САЩ, в семейство на учители. Завършва Университета на Северна Каролина с бакалавърска степен по пеене и магистърска степен по музикознание. В продължение на 32 години работи като учител по музика. Бил е органист на църквата и ръководител на църковния хор.
През 1972 г. се жени за Ан Грийнууд, медицинска сестра. Имат три деца – Хедър, Кристофър, и Камерън. Развеждат се след 36 г. брак.
Харолд Лаури не познава любовните романи, докато не сключва брак. Неговата съпруга е страстна почитателка на любовните романи, които са навсякъде в къщата, и тя чете всеки миг, в който не е заета с готвене или грижи по децата. Веднъж, след груба забележка относно четивото ѝ, тя хвърлила книга по него и му казала да я прочете или да млъкне. И така, той прочел романа „These Old Shades“ на Жоржет Хейер, който му остава една от любимите книги. Започнал да чете всичко от нея, а след това се запознал и с Катлийн Удиуиз, Розмари Роджърс, Дженифър Блейк, Бъртрис Смол, Луис Л'Амур и Джоана Линдзи.
Известно време след това той прочита, че от писане на исторически романси могат да се спечелят повече пари отколкото от преподаване на музика. След дълъг спор със съпругата си кой от двамата да опита да пише, и по нейна идея, започва първия си романс. След 889 страници той е готов, но никой не иска да го издаде. Следват още два неиздадени романа и членство в Асоциацията на писателите на романси на Америка през 1985 г., за да научи тънкостите на професията.
Първият му романс „Wyoming Wildfire“ е издаден през 1987 г. под псевдонима Лей Грийнууд. Оттогава той е написал над 40 романса и няколко новели, предимно в жанра романтичен уестърн. Неговите най-известни серии са „Седем невести за седмина братя“ и „Каубои“.
През 1995 г. е удостоен с награда за цялостно творчество за своите американски исторически романси от списание „Romantic Times“. Носител е на две награди „Маги“. През 1993 г. е удостоен с наградата „Ема Мерит“.
Член е на Асоциацията на писателите на романси на Америка, бил е член на директорския борд и президент на организацията. Участва в много ТВ програми, включително „Entertainment Tonight“.
Харолд Лаури живее в Шарлът, Северна Каролина. Обича да се занимава с градинарство и с хора в църквата.

## Произведения

### Самостоятелни романи
- Wyoming Wildfire (1987)
- The Captain's Caress (1988)
- Wicked Wyoming Nights (1989)
- Seductive Wager (1990)
- Colorado Bride (1990)
- Sweet Temptation (1991)
- Scarlet Sunset, Silver Nights (1992)
- Rebel Enchantress (1992)
- Arizona Embrace (1993)
- The Winner's Circle (1999)
Омагьосан кръг, изд.: ИК „Компас“, Варна (2000), прев. Анна Димитрова
- Just What the Doctor Ordered (1999)
- Married by High Noon (1999)
- Love on the Run (2000)
- Undercover Honeymoon (2002)
- Family Merger (2003)
- The Independent Bride (2004)
- The Reluctant Bride (2005)
- Christmas in the Old South (2011) – с Кони Мейсън

### Серия „Седем невести за седмина братя“ (Seven Brides for Seven Brothers)
1. Rose (1993)
Роуз, изд. „Торнадо“ (1994, 1997), прев. Юлия Чернева
2. Fern (1994)
Фърн, изд. „Торнадо“ (1998), прев. Соня Славчева
3. Iris (1994)
Айрис, изд. „Торнадо“ (1994), прев. Стамен Димов, Диана Кутева
4. Laurel (1995)
Лаура, изд. „Торнадо“ (1996, 1998), прев. Соня Славчева
5. Daisy (1995)
Дейзи, изд. „Торнадо“ (1996, 1998), прев. Анелия Маринова
6. Violet (1996)
Ваялид, изд. „Калпазанов“ (1997), прев. Николай Долчинков
7. Lily (1996)
Лили, изд. „Торнадо“ (1998), прев. Николай Долчинков

- No One But You (2010) – предистория на серията
Единствено с теб, фен-превод

### Серия „Каубои“ (Cowboys)
1. Jake (1997)
Джейк, изд. „Торнадо“ (1999), прев. Таня Найденова
2. Ward (1997)
Уорд, изд. „Торнадо“ (2000), прев. Таня Найденова
3. Buck (1998)
Бък, изд. „Гепард-2178“ (2009), прев. Ваня Якова, Ерма Чакърска
4. Chet (1998)
5. Sean (1999)
6. Pete (1999)
7. Drew (2000)
8. Luke (2000)
9. Matt (2001)
10. The Mavericks (2005)
11. A Texan's Honor (2006)
12. Texas Tender (2007)
13. Texas Loving (2008)

### Серия „Нощни ездачи“ (Night Riders)
1. Texas Homecoming (2002)
2. Texas Bride (2002)
3. Born to Love (2003)
4. Someone Like You (2009)
5. When Love Comes (2010)
6. Texas Pride (2012)
7. Heart of a Texan (2012)

### Серия „Каубоите от Кактус Крийк“ (Cactus Creek Cowboys)
1. To Have and to Hold (2013)
2. To Love and to Cherish (2014)
3. Forever and Always (2015)

### Сборници
- „A Fairy-Tale Christmas“ в An Old-Fashioned Southern Christmas (1994) – с Нел Макфадър, Кони Мейсън и Сюзън Танър
- „Father Christmas“ в Their First Noel (1995) – с Боби Хътчинсън, Кони Мейсън и Тереза Скот
- „Bah, Humbug!“ в Christmas Spirit (1998) – с Илейн Фокс и Линда Уинстед Джонс
- „Here Comes Santa Claus“ в Winter Wonderland (2004) – с Ема Крейг, Аманда Харт и Линда О. Джонстън
- A Historical Christmas Present (2008) – с Линси Сандс и Лайза Клейпас
- Christmas Miracles (2011) – с Кони Мейсън
- The Spirit of Christmas (2011)